# Total Eclipse (álbum de Black Moon)
Total Eclipse es el tercer álbum de estudio del grupo de hip hop, Black Moon. Lanzado un año después del retorno de Boot Camp Clik, el álbum recibió fuertes críticas y ventas humildes. Contó con los sencillos "Stay Real" y "This Goes Out To You" (de estos dos se hicieron videos), y así también como con el sencillo "Rush" como bonus track, el cual había sido lanzado en 2002, e incluido en Collect Dis Edition de Duck Down Records.

## Lista de canciones
| #  | Título                    | Productor(es)     | Artista(s)               |
| -- | ------------------------- | ----------------- | ------------------------ |
| 1  | "Stay Real"               | Da Beatminerz     | Buckshot, 5ft            |
| 2  | "Lookin' Down The Barrel" | Moss, Dan the Man | Buckshot, Sean Price     |
| 3  | "The Fever"               | Tone Capone       | 5ft                      |
| 4  | "Confusion"               | DJ Static         | Buckshot                 |
| 5  | "That'z The Way Shit Iz"  | Da Beatminerz     | Buckshot, Tek, Steele    |
| 6  | "Why We Act This Way"     | Nottz             | Starang Wondah, Buckshot |
| 7  | "MC Everybody (Skit)"     | Dan the Man       | *Interludio*             |
| 8  | "That'z How It Iz"        | Da Beatminerz     | Buckshot, 5ft            |
| 9  | "Stoned Iz The Way"       | Da Beatminerz     | Buckshot                 |
| 10 | "Ruck Is Dead (Skit)"     |                   | *Interludio*             |
| 11 | "What Would U Do?"        | Da Beatminerz     | Buckshot, Sean Price     |
| 12 | "How We Do It"            | Kleph Dollaz      | Buckshot                 |
| 13 | "Where It Goez Wrong"     | Da Beatminerz     | Tek, Buckshot            |
| 14 | "Pressure Iz Tight"       | Da Beatminerz     | 5ft, Buckshot            |
| 15 | "No Way"                  | Da Beatminerz     | Buckshot, Steele         |
| 16 | "This Goes Out To You"    | Coptic            | Steele, Buckshot         |
| 17 | "Rush"                    | Da Beatminerz     | Buckshot                 |

## Posición del álbum en las listas
| Año  | Álbum         | Posición en la lista | Posición en la lista   | Posición en la lista   |
| Año  | Álbum         | Billboard 200        | Top R&B/Hip Hop Albums | Top Independent Albums |
| 2003 | Total Eclipse | -                    | #47                    | #23                    |

## Posición de los sencillos en las listas
| Año  | Canción     | Posición en la lista | Posición en la lista             | Posición en la lista |
| Año  | Canción     | Billboard Hot 100    | Hot R&B/Hip-Hop Singles & Tracks | Hot Rap Tracks       |
| 2003 | "Stay Real" | -                    | #64                              | -                    |

- Datos: Q7828006